# ناحیه جانسون، شهرستان کریستین، ایلینوی
ناحیه جانسون، شهرستان کریستین، ایلینوی (به انگلیسی: Johnson Township) یک منطقهٔ مسکونی در ایالات متحده آمریکا است که در شهرستان کریستین، ایلینوی واقع شده‌است. ناحیه جانسون ۶۷۳ نفر جمعیت دارد و ۱۸۹ متر بالاتر از سطح دریا واقع شده‌است.